# Notte a sorpresa/Tutto adesso
Il 45 giri Notte a sorpresa/Tutto adesso  dei Pooh esce nel 1979.

## Il disco
Viene pubblicato in seguito ai successi di vendita dell'album Viva, come secondo singolo dell'LP dopo Io sono vivo. La copertina riproduce le foto in origine utilizzate per le pagine interne dell'album.

## Brani
- Notte a sorpresa (Facchinetti-Negrini) - 3'19" - Voce principale: Roby. È uno dei brani più noti dell'album ed inizia con un coretto soffiato simile a quello di Sei tua, sei mia. È all'epoca sigla del programma Domenica in e descrive una sensazione di ottimismo e pace raggiunta paradossalmente in seguito alla fine di una relazione amorosa. Essendo uno dei pezzi più importanti dei Pooh dell'epoca, Notte a sorpresa fu introdotta nella raccolta I Pooh 1978-1981 e nel disco dal vivo Palasport.
- Tutto adesso (Facchinetti-Negrini) - 3'19"  - voci principali: Roby e Dodi. Il brano viene riproposto solo nel tour che promuove l'album. Concordemente allo spirito predominante dell'LP, il testo descrive la voglia di vita ed autoaffermazione del protagonista: « Da oggi abbiamo smesso di chiedere permesso: io voglio tutto adesso ». Si tratta di un brano rock dove domina la chitarra elettrica per tutta la durata del brano.

## Organico
La formazione del gruppo è la seguente:
- Roby Facchinetti – Tastiere
- Dodi Battaglia - Chitarre
- Stefano D'Orazio - Batteria
- Red Canzian - Basso